# Total Confusion
Total Confusion est un événement de gabber  organisé par le P60 (nl), une scène ouverte située à Amstelveen en Hollande-Septentrionale. Ce festival a lieu depuis 2004, et s'est arrêté après l'édition de 2019.

## Histoire
En 2004, le P60 organise la première édition de l'événement Total Confusion.
Le 23 mars 2013, Enzyme est placé au faîte de l'événement lors de la soirée intitulée A Gathering of Styles Tour, date de la tournée des artistes du label Enzyme Records. Ruffneck, Lunatic & Miss Hysteria et Ophidian sont présents lors de la soirée. En 2014, le P60 fête les dix ans de l'événement. Pour l'occasion, le DJ résident Dr. Rude accueille lors d'une soirée le 11 octobre 2014 Noize Suppressor, Buzz Fuzz, Demassus et Rebellian dans la salle principale, Thosba, Raoul DKC, Ike et Rosko dans la petite salle.